# STAY ~요아케노 Soul~
《STAY ~요아케노 Soul~》(STAY ~夜明けのSoul~ 스테이 ~새벽의 솔~)[*])은 가넷 크로우의 7번째 정규 음반이다. 2009년 9월 30일에 발매됐으며 작사는 아즈키 나나, 작곡은 나카무라 유리, 편곡은 후루이 히로히토가 맡았다.
이전 정규 음반 《LOCKS》으로부터 1년 6개월 만에 발매되는 음반으로 음반 제목에 부제목이 붙는 것은 2003년에 발매한 3번째 정규 음반 《Crystallize ~기미토이우히카리~》이래이다. 전작에 이어 세 가지 형태로 발매되며, 구성은 한정판 A(CD+DVD)와 한정판 B(CD+특전CD), 통상판(CD)이다. 또, CD의 내용은 동일하다.
첫회한정판 A의 DVD에는 싱글 3곡과 음반에서 2곡 총 5곡의 뮤직 비디오가 수록되며, 선행 싱글 〈하나와 사이테 다다 유레테〉의 한정판 DVD에 수록된 뮤직 비디오 〈하나와 사이테 다다 유레테〉, 〈Elysium〉, 〈코이노아이마니〉는 이번 DVD에 수록되지 않는다.
첫회한정판 B의 특전 CD에는 싱글 2곡, 음반에서 2곡 총 4곡의 다른 편곡 버전이 수록된다. CD 2장이 세트 발매되는 것은 2005년에 발매한 베스트 음반 《Best》이래이며 정규 음반으로는 처음이다.
원래는 2009년 9월 9일에 발매될 예정이었지만 여러 사정으로 연기됐다. 또 부제인 〈요아케노 Soul〉은 같은 해 10월부터 시작될 전국 투어의 제목이기도 하다.

## 수록곡

### CD
1. Hello Sadness
2. 햐쿠넨노 코도쿠
3. 하나와사이테 타다유레테(album ver.)
4. Elysium
5. Doing all right
6. ON THE WAY
7. Stay
8. 히비노 호토리
9. 유메노 히토츠
10. Fall in Life~Hallelujah~
11. Rainy Soul
12. 코이노 아이마니

### DVD (첫회한정판 A)
뮤직 비디오
1. 유메노 히토츠
2. 햐쿠넨노 코도쿠
3. Doing all right
음반에서 새로 찍은 뮤직 비디오
4. Hello Sadness
음반에서 새로 찍은 뮤직 비디오

### 특전 CD (첫회한정판 B)
수록곡의 다른 편곡 버전
1. 햐쿠넨노 코도쿠
2. 하나와사이테 타다유레테
3. Stay
4. Rainy Soul